# Costa de la Luz
Costa de la Luz – region turystyczny w południowo-zachodniej Hiszpanii, obejmujący wybrzeże atlantyckie od Gibraltaru po ujście Gwadiany.
Plaże Costa de la Luz ciągną się ok. 300 km wzdłuż Oceanu Atlantyckiego. Jest to obszar o rozwiniętej strukturze obsługującej ruch turystyczny. Głównymi ośrodkami są nadmorskie miasta w prowincjach Huelva i Kadyks. Laguny i mokradła oddzielają od morza piaszczyste plaże. Na Costa de la Luz zlokalizowany jest Park Narodowy Doñana.